# Let England Shake
Let England Shake är PJ Harveys åttonde studioalbum. Det släpptes av Island Records i februari 2011 och fick mestadels strålande kritik. Albumet vann Mercury Music Prize 2011. PJ Harvey blev därmed första artist att vinna utmärkelsen två gånger.

## Innehåll
Alla låtar har skrivits av PJ Harvey. Många berättar om lidande och krig där England varit inblandat, bland annat första världskriget.  PJ Harvey har studerat struktur och form hos folkvisor och frågat sig hur de skulle göras idag. 

### Medverkande musiker
- PJ Harvey sjunger och spelar gitarr, autoharpa och andra instrument.[3]
- John Parish: slagverk, trombon, gitarr, sång etc.,
- Mick Harvey: keyboards, sång etc.,
- Jean-Marc Butty: slagverk och sång.

### Inspelning
Albumet spelades in i 1800-tals-kyrkan S:t Peters, numera ett kulturcenter, i byn Eype i Dorset, England 

## Film/Video
Krigsfotografen Seamus Murphy gjorde 12 kortfilmer om låtarna på "Let England Shake". De gavs ut på DVD i december 2011.

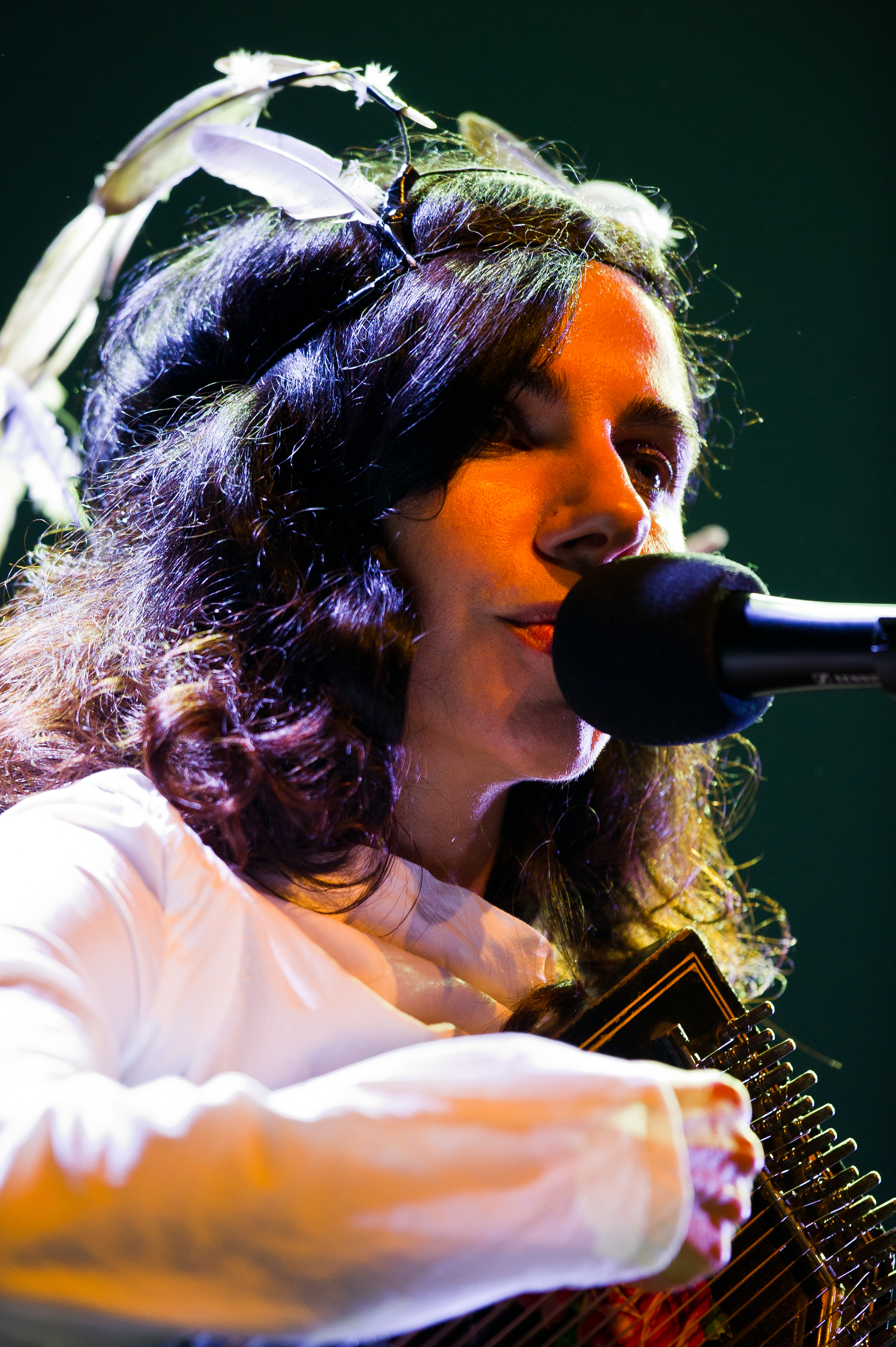
PJ Harvey på Roskildefestivalen 2011

## Låtlista
1. "Let England Shake" – 3:09
2. "The Last Living Rose" – 2:21
3. "The Glorious Land" – 3:34
4. "The Words That Maketh Murder" – 3:45
5. "All and Everyone" – 5:39
6. "On Battleship Hill" – 4:07
7. "England" – 3:11
8. "In the Dark Places" – 2:59
9. "Bitter Branches" – 2:29
10. "Hanging in the Wire" – 2:42
11. "Written on the Forehead" – 3:39
12. "The Colour of the Earth" – 2:33

## Listplaceringar
I Sverige nådde CD:n plats 6 på albumlistan.
I Finland nåddes plats 7 och i Norge plats 2.